# Дар'я Дадвар
Дар'я Дадвар Хорасані (перс. دریا دادور خراسانی; нар. 1971, Мешхед, Іран) — іранська оперна співачка в діапазоні сопрано ліріко-леггеро, яка проживає у Франції. 
Народилася в Мешхеді у сім'ї гіланського походження. З дитинства мала схильність до співів, а її мати, яка сама була мисткинею, відіграла в цьому не останню роль. 1991 року Дадвар вирушила до Франції, продовжила там своє навчання і 2000 року отримала диплом у галузі барокового співу. Хорасані змішувала місцеві і традиційні іранські пісні з західними стилями і виробила свій особливий стиль. Як тексти використовує як класичну, так і сучасну іранську поезію. Крім того, у своїх живих виступах використовує суміш східних і західних інструментів, таких як фортепіано, скрипка,флейта, чанг і дохоль.
Станом на 2018 рік видала два альбоми, обидва записані наживо. Перший альбом записано 2004 року в Берліні, а другий, спільний,- 2008 року в Торонто. 2002 року в Тегерані взяла участь в опері Ростам і Сохраб у супроводі Філармонічного оркестру Вірменії під диригуванням Лоріса Чкнаворяна, у якій виконувала партію Тагміни. Окрім сольної кар'єри співпрацює з іншими митцями, такими як Гомай та музичним гуртом «Седа-є Сольх».

## Життєпис
Дар'я Дадвар, дочка «Насрін Ормаґан», народилася 1971 року в Мешхеді. До п'яти років жила разом з дідусем і бабусею, які за походженням були ґілянцями. Потім її сім'я переїхала до Тегерана, і там вона виросла. Сама себе вважає і ґілянкою і мешхедкою. З дитинства мала схильність до співів. Її мати, яка була і співачкою, композиторкою і режисеркою театру ляльок, відіграла у цьому значну роль. У дитинстві Дадвар брала участь у шкільних концертах. В інтерв'ю згадувала Сімін Кадірі, яка була її вчителькою співів у школі: «нашою вчителькою співів була пані Сімін Кадірі, яка одного дня прийшла і невдоволено сказала, що, „на жаль, уроки музики заборонено, і я вас покидаю“; і я навіть пам'ятаю, як вона мене обійняла і сказала: „пообіцяй мені, що станеш доброю співачкою“». Після Ісламської революції 1978 року всі музичні класи у всіх школах закрито і Дадвар змушена була продовжувати вивчати музику вдома, біля матері. За її словами, «намагалася щотижня вивчити одну пісню, перською чи або англійською».
Починаючи з 1991 року проживає у Франції, куди вирушила до батька вивчати французьку мову. Одружена, має двох дітей, яких звати Дарта і Даліна. 2005 року, після проведення концерту у Ванкувері (Канада), потрапила в автокатастрофу, яку в інтерв'ю назвала одним із найгіркіших своїх спогадів. Починаючи з 2001 року проживає в Парижі. Її ім'я присутнє в списку «1000 найважливіших жінок Близького Сходу і арабського світу», а також у книзі «Найвизначніші, найважливіші і найвпливовіші жінки на Близькому Сході і в арабському світі».

## Академічна освіта
Академічну освіту Дадвар розпочала у Франції, куди вирушила 1991 року, щоб побачити батька. В інтерв'ю сказала, що спочатку хотіла вчитися на медичному факультеті, але за наполяганням батька сама відмовилася від цього рішення. У 18 років почала вивчати оперну музику під керівництвом португальської репетиторки на ім'я Марія Сартова в Тулоні. Потім у Тулузі продовжила спеціалізовану освіту. Другим її вчителем була Жасмін Марторелл, а «останнім своїм основним учителем» вважає Анн Фондевіль. За словами самої Дадвар, на початку свого навчання працювала на різних роботах, таких як продаж у одній французькій компанії художніх товарів. Наприкінці свого навчання сама почала давати уроки вокалу. Ці роботи дозволили Дадвар накопичити капітал для початку своєї професійної діяльності. Освіту в галузі музики закінчила 2000 року в місті Тулуза (Франція). Має також ступінь магістра в галузі образотворчого мистецтва, який здобула 1997 року. За її словами, освіта в цій галузі допомогла їй розвинути креативний підхід до власної творчості. Відвідувала класи професійної майстерності майстрів музики з усього світу, таких як Анна-Марія Бонді, Габріель Бакер, Чарлз Бретт, Робер Дюме, Жиль Фельдман.

## Творчий стиль
Голос Дадвар перебуває в діапазоні сопрано ліріко-леггеро. Вона змішала іранські пісні і жанри з західними формами і виробила свій власний стиль. Перше її знайомство з оперою відбулося, коли в 14 років вона відвідала Пакистан. Працівники школи міста Тулон, у якій вона вивчала французьку мову, організовували музичні заходи серед студентів. Голос Дадвар почули і запропонували їй вступити до консерваторії. Сама Дадвар в інтерв'ю сказала, що воліє, щоб її не називали «оперною співачкою», а одного лише епітету «співачка» досить, оскільки, за її словами, її роботи це суміш різних жанрів. Вона любить народні іранські пісні, а також переспівувати твори старих іранських співачок. На себе бере і складання пісень і їх аранжування, і навіть коли переспівує роботи інших виконавиць, то переробляє їх у власному стилі. За її словами, на неї вплинули такі співачки, як Камарольмолук Вазірі, Елаге, Делькеш і Шуша. Має ступінь у вокальному стилі бароко і деякий час присвятила середньовічній музиці. Вона змішувала стиль бароко з традиційною іранською музикою. І так про це каже «на самому початку майстри музики бароко не дуже вітали це нововведення і на початку 90-х ніхто не ставився позитивно до цього злиття, але через деякий час умови змінилися у зв'язку із зростанням культурного обміну між стилями і методами. Нині це явище прижилося і знайшло своїх послідовників і прихильників».
Дар'я Дадвар розмовляє перською, французькою (наприклад, пісні разом з Беатріс Карамовою) і англійською мовами, а також виконує народні пісні багатьма мовами і діалектами, поширеними в Ірані, такими як курдська і Ґілакі. В інтерв'ю 2011 року стверджувала, що виконує пісні дванадцятьма різними мовами. Коли ж її запитали, як їй це вдається, то вона відповіла, що «оскільки під час навчання оперному співу нас змушували вивчати п'ять основних оперних мов, а саме, англійську, французьку, німецьку, італійську та латину, і співати цими мовами, то ми навчились ці мови аналізувати. Насправді, ми цими мовами не розмовляли, але вивчали як аналізувати кожне слово і речення, їхній сенс, що в собі несе кожен вірш…, тому повинні були все це аналізувати. Це давало здатність швидко натренуватись різним мовам світу. Пізніше, коли мені давали пісню на івриті або іспанською, азербайджанською чи курдською, я могла без акценту співати й тепер не втратила цю здатність».
Дадвар пригадує два мюзикли, Звуки Музики і Моя чарівна леді, які справили на неї великий вплив. За її словами, у 12 років могла англійською і перською проспівати всі пісні, які були в цих фільмах.
Має схильність співати сучасні пісні, але каже, що її надихають і твори традиційної іранської музики.
Для текстів своїх пісень вибирає як вірші сучасних поетів, таких як Ферейдун Моширі, Ахаван Салес, Ірадж Мірза, так і класичних поетів, таких як Гафіз. 
У своїй роботі найбільше використовує фортепіано і інтерес до нього пояснює тим, що «цей інструмент не викликає у людей втоми, і часом може замінити весь оркестр, іноді виконує роль ритму, а іноді дає пісні гармонію або мелодію, і жоден інший інструмент не має цієї здатності». Серед інших інструментів, які вона використовує: скрипка, флейта,чанг і дохоль і дудук.

## Концертна діяльність
За словами Дадвар, перший її професійний концерт відбувся 1999 року в Імператорському театрі в Комп'єні. Це були сольні партії з опери «Йосип у Єгипті» Етьєнна Мегюля. Того ж року відбувся перший її концерт іранських народних пісень в Авіньйоні (Франція). 1999 року отримала золоту медаль від Національної регіональної консерваторії Тулузи в галузі ліричного сопрано, а потім 2000 року диплом магістра в галузі барокового співу.
1999 року Дадвар взяла участь у фестивалі культури Оману, а також 2000 року у Фестивалі органної музики Тулузи. У 2004 році виконала сольний концерт перською мовою в Лінкольн-центрі.
2002 року в Тегерані Дар'я Дадвар взяла участь в опері Ростам і Сохраб у супроводі Філармонічного оркестру Вірменії під диригуванням Лоріса Чкнаворяна, у якій виконувала партію Тагміни. Вона й сама «не могла повірити», що таке може відбутися, і каже про це, що «до моменту, коли вийшла на сцену, не знала, чи насправді мені це дозволили. Не знала чи це просто розіграш, чи справді таке трапляється?» І додає, що «я була дуже щасливою, бо для мене не може бути заповітнішої мрії, ніж співати перед співвітчизниками, у своїй країні». Потім виступила в рамках Національного музичного фестивалю в Концертній залі Рудакі, знову під диригуванням Лоріса Чкнаворяна. У своєму інтерв'ю казала, що вважає спогади про концертні виступи в Ірані, «одним із найбільш пам'ятних моментів у моїй концертній діяльності»? Причиною вибору саме Дар'ї Дадвар вказували те, що вона має «змінений голос». Попри те, що в продаж надійшли квитки на кілька вечорів, у відповідь на протести деяких членів напіввійськової організації Басідж, концерт відбувся лише в перший вечір, а потім його скасували. Дадвар, яка, за власними словами, виступала з офіційного дозволу музичного центру Ірану, каже, що причиною скасування була «її молодість»: «можливо, якби мені тоді було 70 років, то жодних заперечень не було б, але через мою молодість програму скасували.» Причиною заборони жінкам виступати в Ірані сольно вона називає «політику», заявляючи, що, «якби мій інструмент в Ірані не зламали, то я б ніколи не повернулася до музики, та й швидше за все через мій інтерес до медицини, була би лікарем… але саме це обмеження утвердило мене в рішенні зайнятися музикою, і стало причиною того, що коли я емігрувала до Франції, у вільний світ, то зробила музику своєю професією».
2005 року дала концерти у Ванкувері (Канада), Німеччині, Франції, Лондоні (Англія), а також у прямому ефірі персомовного Бі-Бі-Сі. У 2006 році відбулося кілька речиталів у Сан-Хосе і в Нью-Йорку, а також в Іспанії.
Зробила спільні програми з деякими іншими митцями, такими як Гомай та музичним гуртом «Седа-є Сольх». В інтерв'ю від 2012 року Дар'я заявила, що у зв'язку з особистою зайнятістю в останні роки менше приділяла уваги концертній діяльності.
В інтерв'ю від березня 2011 року Дадвар розповіла, що її аудиторією є переважно люди молодого віку, попри те, що очікує на більшу увагу з боку старших.

## Дискографія
Дотепер Дар'я Дадвар випустила два альбоми. Інші матеріали розміщені на її офіційному сайті, а також каналі на YouTube та інших сайтах. Її переспів першого національного гімну Ірану викликав значний ажіотаж і зібрав «десятки тисяч» переглядів на сайті YouTube. Серед інших її помітних робіт пісні «سطان قلب‌ها» та «کوچه» Ферейдуна Моширі.
В інтерв'ю від 17 серпня 2015 року щодо виходу свого нового альбому Дадвар сказала, що «після туру Швецією альбом записано наживо», і що в майбутньому має вийти.
Перший альбом, який записано наживо під час концерту в Берліні 2004 року, являє собою іранську традиційну музику під звуки фортепіано і скрипок. Другий альбом, який сформував її нинішній стиль, є сумішшю іранської традиційної музики з такими стилями, як джаз і блюз. Цей альбом записано 2008 року наживо на концерті в Торонто під час Фестивалю Тірган.

### Живий виступ у Берліні (2004)
| #  | Назва                    | Тривалість |
| -- | ------------------------ | ---------- |
| 1. | «یک گل سایه چمن»         | 6:39       |
| 2. | «شبم تاریک»              | 5:23       |
| 3. | «ماه پیشانو»             | 4:23       |
| 4. | «بهار دلکش»              | 3:46       |
| 5. | «دردیمند»                | 6:06       |
| 6. | «هم‌نوازی پیانو و ویولون» | 5:17       |
| 7. | «جینگه جان»              | 2:47       |
| 8. | «میخوام برم کوه»         | 5:55       |
| 9. | «دوتا چشم سیاه داری»     | 6:16       |

### Живий виступ у Торонто (2008)
| #  | Назва         | Тривалість |
| -- | ------------- | ---------- |
| 1. | «ناز پرستو»   | 4:06       |
| 2. | «تاب بنفشه»   | 4:48       |
| 3. | «یاد من کن»   | 6:24       |
| 4. | «ماه پیشانو»  | 4:24       |
| 5. | «نوایی»       | 6:34       |
| 6. | «جینگه جان»   | 3:24       |
| 7. | «سرزمین من»   | 6:24       |
| 8. | «دلم می‌خواست» | 1:45       |